# Katranide
Katranide (en arménien Կատրանիդե) est la première reine (consort) bagratide d'Arménie. Elle est l'épouse du roi Achot Ier d'Arménie, qui règne entre les années 885 et 890. Katranide est connue pour son khatchkar à Garni, en Arménie. 

## Famille
Ses ancêtres ne sont pas connus. Elle a eu 4 fils et 3 filles.
| Fils/fille | titre                    | conjoint                | enfants               |
| ---------- | ------------------------ | ----------------------- | --------------------- |
| Smbat      | roi d'Arménie (890-914)  |                         | Achot, Abas           |
| Chapouhr   | sparapet d'Arménie       |                         | Achot, et un fils     |
| Sahak      | prince                   |                         |                       |
| David      | prince                   |                         |                       |
| Sophie     | princesse de Vaspourakan | Grigor-Dérénik Arçrouni | Achot, Gourgen, Gagik |
| Mariam     | princesse de Syunik      | Vasak Syuni             | Grigor, Sahak, Vasak  |
| fille      | princesse                | Vahan Arçrouni          | Gagik                 |

## Arbre généalogique
|  |  |                                   |                                   |                                       |                                       |                                       |                                       |                                       |                                       |        |        |                                                          |                                                          |                                                          |                                                          |                                                          |                                                          |                                                |                                                |                                                |                                                | Achot Ier prince des princes, sparapet (855-885) roi d'Arménie (885-890) | Achot Ier prince des princes, sparapet (855-885) roi d'Arménie (885-890) | Achot Ier prince des princes, sparapet (855-885) roi d'Arménie (885-890) | Achot Ier prince des princes, sparapet (855-885) roi d'Arménie (885-890) | Achot Ier prince des princes, sparapet (855-885) roi d'Arménie (885-890) | Achot Ier prince des princes, sparapet (855-885) roi d'Arménie (885-890) |                                       |                                       | Katranide                             | Katranide                             | Katranide                                   | Katranide                                   | Katranide                                   | Katranide                                   |                                             |                                             |              |              |               |               |               |               |               |               |  |  |                                        |                                        |                                        |                                        |                                        |                                        |                         |                         |  |  |  |  |  |  |  |  |  |  |  |  |  |  |  |  |  |  |  |  |  |  |  |  |  |  |  |  |  |  |  |  |  |  |  |  |
|  |  |                                   |                                   |                                       |                                       |                                       |                                       |                                       |                                       |        |        |                                                          |                                                          |                                                          |                                                          |                                                          |                                                          |                                                |                                                |                                                |                                                | Achot Ier prince des princes, sparapet (855-885) roi d'Arménie (885-890) | Achot Ier prince des princes, sparapet (855-885) roi d'Arménie (885-890) | Achot Ier prince des princes, sparapet (855-885) roi d'Arménie (885-890) | Achot Ier prince des princes, sparapet (855-885) roi d'Arménie (885-890) | Achot Ier prince des princes, sparapet (855-885) roi d'Arménie (885-890) | Achot Ier prince des princes, sparapet (855-885) roi d'Arménie (885-890) |                                       |                                       | Katranide                             | Katranide                             | Katranide                                   | Katranide                                   | Katranide                                   | Katranide                                   |                                             |                                             |              |              |               |               |               |               |               |               |  |  |                                        |                                        |                                        |                                        |                                        |                                        |                         |                         |  |  |  |  |  |  |  |  |  |  |  |  |  |  |  |  |  |  |  |  |  |  |  |  |  |  |  |  |  |  |  |  |  |  |  |  |
|  |  |                                   |                                   |                                       |                                       |                                       |                                       |                                       |                                       |        |        |                                                          |                                                          |                                                          |                                                          |                                                          |                                                          |                                                |                                                |                                                |                                                |                                                                          |                                                                          |                                                                          |                                                                          |                                                                          |                                                                          |                                       |                                       |                                       |                                       |                                             |                                             |                                             |                                             |                                             |                                             |              |              |               |               |               |               |               |               |  |  |                                        |                                        |                                        |                                        |                                        |                                        |                         |                         |  |  |  |  |  |  |  |  |  |  |  |  |  |  |  |  |  |  |  |  |  |  |  |  |  |  |  |  |  |  |  |  |  |  |  |  |
|  |  |                                   |                                   |                                       |                                       |                                       |                                       |                                       |                                       |        |        |                                                          |                                                          |                                                          |                                                          |                                                          |                                                          |                                                |                                                |                                                |                                                |                                                                          |                                                                          |                                                                          |                                                                          |                                                                          |                                                                          |                                       |                                       |                                       |                                       |                                             |                                             |                                             |                                             |                                             |                                             |              |              |               |               |               |               |               |               |  |  |                                        |                                        |                                        |                                        |                                        |                                        |                         |                         |  |  |  |  |  |  |  |  |  |  |  |  |  |  |  |  |  |  |  |  |  |  |  |  |  |  |  |  |  |  |  |  |  |  |  |  |
|  |  | Smbat Ier roi d'Arménie (890-914) | Smbat Ier roi d'Arménie (890-914) | Smbat Ier roi d'Arménie (890-914)     | Smbat Ier roi d'Arménie (890-914)     | Smbat Ier roi d'Arménie (890-914)     | Smbat Ier roi d'Arménie (890-914)     |                                       |                                       |        |        |                                                          |                                                          |                                                          |                                                          |                                                          |                                                          | Sahak                                          | Sahak                                          | Sahak                                          | Sahak                                          | Sahak                                                                    | Sahak                                                                    |                                                                          |                                                                          |                                                                          |                                                                          |                                       |                                       |                                       |                                       |                                             |                                             | David (†902)                                | David (†902)                                | David (†902)                                | David (†902)                                | David (†902) | David (†902) |               |               |               |               |               |               |  |  |                                        |                                        | Chapuhr sparapet (†912)                | Chapuhr sparapet (†912)                | Chapuhr sparapet (†912)                | Chapuhr sparapet (†912)                | Chapuhr sparapet (†912) | Chapuhr sparapet (†912) |  |  |  |  |  |  |  |  |  |  |  |  |  |  |  |  |  |  |  |  |  |  |  |  |  |  |  |  |  |  |  |  |  |  |  |  |
|  |  | Smbat Ier roi d'Arménie (890-914) | Smbat Ier roi d'Arménie (890-914) | Smbat Ier roi d'Arménie (890-914)     | Smbat Ier roi d'Arménie (890-914)     | Smbat Ier roi d'Arménie (890-914)     | Smbat Ier roi d'Arménie (890-914)     |                                       |                                       |        |        |                                                          |                                                          |                                                          |                                                          |                                                          |                                                          | Sahak                                          | Sahak                                          | Sahak                                          | Sahak                                          | Sahak                                                                    | Sahak                                                                    |                                                                          |                                                                          |                                                                          |                                                                          |                                       |                                       |                                       |                                       |                                             |                                             | David (†902)                                | David (†902)                                | David (†902)                                | David (†902)                                | David (†902) | David (†902) |               |               |               |               |               |               |  |  |                                        |                                        | Chapuhr sparapet (†912)                | Chapuhr sparapet (†912)                | Chapuhr sparapet (†912)                | Chapuhr sparapet (†912)                | Chapuhr sparapet (†912) | Chapuhr sparapet (†912) |  |  |  |  |  |  |  |  |  |  |  |  |  |  |  |  |  |  |  |  |  |  |  |  |  |  |  |  |  |  |  |  |  |  |  |  |
|  |  |                                   |                                   |                                       |                                       |                                       |                                       | Sophie                                | Sophie                                | Sophie | Sophie | Sophie                                                   | Sophie                                                   |                                                          |                                                          | Grigor-Dérénik prince de Vaspourakan (857-887)           | Grigor-Dérénik prince de Vaspourakan (857-887)           | Grigor-Dérénik prince de Vaspourakan (857-887) | Grigor-Dérénik prince de Vaspourakan (857-887) | Grigor-Dérénik prince de Vaspourakan (857-887) | Grigor-Dérénik prince de Vaspourakan (857-887) |                                                                          |                                                                          | une fille                                                                | une fille                                                                | une fille                                                                | une fille                                                                | une fille                             | une fille                             |                                       |                                       | Vahan Arçrouni                              | Vahan Arçrouni                              | Vahan Arçrouni                              | Vahan Arçrouni                              | Vahan Arçrouni                              | Vahan Arçrouni                              |              |              | Mariam (†914) | Mariam (†914) | Mariam (†914) | Mariam (†914) | Mariam (†914) | Mariam (†914) |  |  | Vasak Syuni prince de Syunik (855-859) | Vasak Syuni prince de Syunik (855-859) | Vasak Syuni prince de Syunik (855-859) | Vasak Syuni prince de Syunik (855-859) | Vasak Syuni prince de Syunik (855-859) | Vasak Syuni prince de Syunik (855-859) |                         |                         |  |  |  |  |  |  |  |  |  |  |  |  |  |  |  |  |  |  |  |  |  |  |  |  |  |  |  |  |  |  |  |  |  |  |  |  |
|  |  |                                   |                                   |                                       |                                       |                                       |                                       | Sophie                                | Sophie                                | Sophie | Sophie | Sophie                                                   | Sophie                                                   |                                                          |                                                          | Grigor-Dérénik prince de Vaspourakan (857-887)           | Grigor-Dérénik prince de Vaspourakan (857-887)           | Grigor-Dérénik prince de Vaspourakan (857-887) | Grigor-Dérénik prince de Vaspourakan (857-887) | Grigor-Dérénik prince de Vaspourakan (857-887) | Grigor-Dérénik prince de Vaspourakan (857-887) |                                                                          |                                                                          | une fille                                                                | une fille                                                                | une fille                                                                | une fille                                                                | une fille                             | une fille                             |                                       |                                       | Vahan Arçrouni                              | Vahan Arçrouni                              | Vahan Arçrouni                              | Vahan Arçrouni                              | Vahan Arçrouni                              | Vahan Arçrouni                              |              |              | Mariam (†914) | Mariam (†914) | Mariam (†914) | Mariam (†914) | Mariam (†914) | Mariam (†914) |  |  | Vasak Syuni prince de Syunik (855-859) | Vasak Syuni prince de Syunik (855-859) | Vasak Syuni prince de Syunik (855-859) | Vasak Syuni prince de Syunik (855-859) | Vasak Syuni prince de Syunik (855-859) | Vasak Syuni prince de Syunik (855-859) |                         |                         |  |  |  |  |  |  |  |  |  |  |  |  |  |  |  |  |  |  |  |  |  |  |  |  |  |  |  |  |  |  |  |  |  |  |  |  |
|  |  |                                   |                                   |                                       |                                       |                                       |                                       |                                       |                                       |        |        |                                                          |                                                          |                                                          |                                                          |                                                          |                                                          |                                                |                                                |                                                |                                                |                                                                          |                                                                          |                                                                          |                                                                          |                                                                          |                                                                          |                                       |                                       |                                       |                                       |                                             |                                             |                                             |                                             |                                             |                                             |              |              |               |               |               |               |               |               |  |  |                                        |                                        |                                        |                                        |                                        |                                        |                         |                         |  |  |  |  |  |  |  |  |  |  |  |  |  |  |  |  |  |  |  |  |  |  |  |  |  |  |  |  |  |  |  |  |  |  |  |  |
|  |  |                                   |                                   |                                       |                                       |                                       |                                       |                                       |                                       |        |        |                                                          |                                                          |                                                          |                                                          |                                                          |                                                          |                                                |                                                |                                                |                                                |                                                                          |                                                                          |                                                                          |                                                                          |                                                                          |                                                                          |                                       |                                       |                                       |                                       |                                             |                                             |                                             |                                             |                                             |                                             |              |              |               |               |               |               |               |               |  |  |                                        |                                        |                                        |                                        |                                        |                                        |                         |                         |  |  |  |  |  |  |  |  |  |  |  |  |  |  |  |  |  |  |  |  |  |  |  |  |  |  |  |  |  |  |  |  |  |  |  |  |
|  |  |                                   |                                   | Achot prince de Vaspourakan (898-904) | Achot prince de Vaspourakan (898-904) | Achot prince de Vaspourakan (898-904) | Achot prince de Vaspourakan (898-904) | Achot prince de Vaspourakan (898-904) | Achot prince de Vaspourakan (898-904) |        |        | Gagik prince et roi de Vaspourakan (904-908) / (908-943) | Gagik prince et roi de Vaspourakan (904-908) / (908-943) | Gagik prince et roi de Vaspourakan (904-908) / (908-943) | Gagik prince et roi de Vaspourakan (904-908) / (908-943) | Gagik prince et roi de Vaspourakan (904-908) / (908-943) | Gagik prince et roi de Vaspourakan (904-908) / (908-943) |                                                |                                                | Gourgen prince de Parskahayk (904-925)         | Gourgen prince de Parskahayk (904-925)         | Gourgen prince de Parskahayk (904-925)                                   | Gourgen prince de Parskahayk (904-925)                                   | Gourgen prince de Parskahayk (904-925)                                   | Gourgen prince de Parskahayk (904-925)                                   |                                                                          |                                                                          |                                       |                                       |                                       |                                       | Grigor prince de Syunik (855-859) (859-913) | Grigor prince de Syunik (855-859) (859-913) | Grigor prince de Syunik (855-859) (859-913) | Grigor prince de Syunik (855-859) (859-913) | Grigor prince de Syunik (855-859) (859-913) | Grigor prince de Syunik (855-859) (859-913) |              |              | Sahak         | Sahak         | Sahak         | Sahak         | Sahak         | Sahak         |  |  | Vasak                                  | Vasak                                  | Vasak                                  | Vasak                                  | Vasak                                  | Vasak                                  |                         |                         |  |  |  |  |  |  |  |  |  |  |  |  |  |  |  |  |  |  |  |  |  |  |  |  |  |  |  |  |  |  |  |  |  |  |  |  |
|  |  |                                   |                                   | Achot prince de Vaspourakan (898-904) | Achot prince de Vaspourakan (898-904) | Achot prince de Vaspourakan (898-904) | Achot prince de Vaspourakan (898-904) | Achot prince de Vaspourakan (898-904) | Achot prince de Vaspourakan (898-904) |        |        | Gagik prince et roi de Vaspourakan (904-908) / (908-943) | Gagik prince et roi de Vaspourakan (904-908) / (908-943) | Gagik prince et roi de Vaspourakan (904-908) / (908-943) | Gagik prince et roi de Vaspourakan (904-908) / (908-943) | Gagik prince et roi de Vaspourakan (904-908) / (908-943) | Gagik prince et roi de Vaspourakan (904-908) / (908-943) |                                                |                                                | Gourgen prince de Parskahayk (904-925)         | Gourgen prince de Parskahayk (904-925)         | Gourgen prince de Parskahayk (904-925)                                   | Gourgen prince de Parskahayk (904-925)                                   | Gourgen prince de Parskahayk (904-925)                                   | Gourgen prince de Parskahayk (904-925)                                   |                                                                          |                                                                          |                                       |                                       |                                       |                                       | Grigor prince de Syunik (855-859) (859-913) | Grigor prince de Syunik (855-859) (859-913) | Grigor prince de Syunik (855-859) (859-913) | Grigor prince de Syunik (855-859) (859-913) | Grigor prince de Syunik (855-859) (859-913) | Grigor prince de Syunik (855-859) (859-913) |              |              | Sahak         | Sahak         | Sahak         | Sahak         | Sahak         | Sahak         |  |  | Vasak                                  | Vasak                                  | Vasak                                  | Vasak                                  | Vasak                                  | Vasak                                  |                         |                         |  |  |  |  |  |  |  |  |  |  |  |  |  |  |  |  |  |  |  |  |  |  |  |  |  |  |  |  |  |  |  |  |  |  |  |  |
|  |  |                                   |                                   |                                       |                                       |                                       |                                       |                                       |                                       |        |        |                                                          |                                                          |                                                          |                                                          |                                                          |                                                          |                                                |                                                |                                                |                                                |                                                                          |                                                                          |                                                                          |                                                                          |                                                                          |                                                                          |                                       |                                       |                                       |                                       |                                             |                                             |                                             |                                             |                                             |                                             |              |              |               |               |               |               |               |               |  |  |                                        |                                        |                                        |                                        |                                        |                                        |                         |                         |  |  |  |  |  |  |  |  |  |  |  |  |  |  |  |  |  |  |  |  |  |  |  |  |  |  |  |  |  |  |  |  |  |  |  |  |
|  |  |                                   |                                   | Achot II roi d'Arménie (914-928)      | Achot II roi d'Arménie (914-928)      | Achot II roi d'Arménie (914-928)      | Achot II roi d'Arménie (914-928)      | Achot II roi d'Arménie (914-928)      | Achot II roi d'Arménie (914-928)      |        |        | Marie de Katchen                                         | Marie de Katchen                                         | Marie de Katchen                                         | Marie de Katchen                                         | Marie de Katchen                                         | Marie de Katchen                                         |                                                |                                                | Abas roi d'Arménie (928-953)                   | Abas roi d'Arménie (928-953)                   | Abas roi d'Arménie (928-953)                                             | Abas roi d'Arménie (928-953)                                             | Abas roi d'Arménie (928-953)                                             | Abas roi d'Arménie (928-953)                                             |                                                                          |                                                                          | Gagik prince de Vaspourakan (897-898) | Gagik prince de Vaspourakan (897-898) | Gagik prince de Vaspourakan (897-898) | Gagik prince de Vaspourakan (897-898) | Gagik prince de Vaspourakan (897-898)       | Gagik prince de Vaspourakan (897-898)       |                                             |                                             |                                             |                                             |              |              | un fils       | un fils       | un fils       | un fils       | un fils       | un fils       |  |  |                                        |                                        | Achot sparapet                         | Achot sparapet                         | Achot sparapet                         | Achot sparapet                         | Achot sparapet          | Achot sparapet          |  |  |  |  |  |  |  |  |  |  |  |  |  |  |  |  |  |  |  |  |  |  |  |  |  |  |  |  |  |  |  |  |  |  |  |  |
|  |  |                                   |                                   | Achot II roi d'Arménie (914-928)      | Achot II roi d'Arménie (914-928)      | Achot II roi d'Arménie (914-928)      | Achot II roi d'Arménie (914-928)      | Achot II roi d'Arménie (914-928)      | Achot II roi d'Arménie (914-928)      |        |        | Marie de Katchen                                         | Marie de Katchen                                         | Marie de Katchen                                         | Marie de Katchen                                         | Marie de Katchen                                         | Marie de Katchen                                         |                                                |                                                | Abas roi d'Arménie (928-953)                   | Abas roi d'Arménie (928-953)                   | Abas roi d'Arménie (928-953)                                             | Abas roi d'Arménie (928-953)                                             | Abas roi d'Arménie (928-953)                                             | Abas roi d'Arménie (928-953)                                             |                                                                          |                                                                          | Gagik prince de Vaspourakan (897-898) | Gagik prince de Vaspourakan (897-898) | Gagik prince de Vaspourakan (897-898) | Gagik prince de Vaspourakan (897-898) | Gagik prince de Vaspourakan (897-898)       | Gagik prince de Vaspourakan (897-898)       |                                             |                                             |                                             |                                             |              |              | un fils       | un fils       | un fils       | un fils       | un fils       | un fils       |  |  |                                        |                                        | Achot sparapet                         | Achot sparapet                         | Achot sparapet                         | Achot sparapet                         | Achot sparapet          | Achot sparapet          |  |  |  |  |  |  |  |  |  |  |  |  |  |  |  |  |  |  |  |  |  |  |  |  |  |  |  |  |  |  |  |  |  |  |  |  |

## Sources
- Cyril Tumanoff, Manuel de Généalogie et de Chronologie pour l'Histoire de la Caucasie Chrétienne (Arménie-Géorgie-Albanie)
- Encyclopédie soviétique arménienne
- René Grousset, Histoire de l'Arménie
- Continuité des élites à Byzance durant les siècles obscurs